# Bàng Hi
Bàng Hi (tiếng Trung: 龐羲; bính âm: Pang Xi; ? - ?), không rõ tên tự, là quan viên nhà Quý Hán thời Tam Quốc trong lịch sử Trung Quốc.

## Cuộc đời
Bàng Hi quê ở huyện Hà Nam, Hà Nam doãn, Tư Lệ. Thời Hán Linh đế, Bàng Hi giữ chức nghị lang, cùng Lưu Yên là thế giao.
Năm 194, con trưởng của Lưu Yên là Tả trung lang tướng Lưu Phạm liên kết với Chinh Tây tướng quân Mã Đằng mưu đánh úp Trường An, cứu ra Hiến đế. Mã Đằng bị Lý Quyết đánh bại, Lưu Phạm cùng em trai là Lưu Đản bị xử tử. Bàng Hi liền mộ người hộ tống các cháu nội của Lưu Yên vào đất Thục.
Không lâu sau, Lưu Yên đau buồn mà chết. Lưu Chương kế nhiệm Ích Châu mục, trở mặt với Trương Lỗ, phong Bàng Hi, khi đó đang giữ chức Trung lang tướng, làm thái thú Ba Tây, đóng giữ ở Lãng Trung, phòng ngự Hán Trung. Con gái Bàng Hi được gả cho con trưởng của Chương là Lưu Tuần.
Lưu Chương biết ơn Bàng Hi từng cứu con mình, nên vô cùng hậu đãi Hi. Nhưng Bàng Hi lại kiêu công tự trọng, muốn chiêu mộ người Tung làm bộ khúc. Năm 201, có người vu hãm Hi phản bội, khiến Lưu Chương hoài nghi. Triệu Vĩ khuyên can không thành, tạo phản bị giết. Bàng Hi vì thế lo sợ, phái thuộc hạ Trình Úc đến thuyết phục cha là Hán Xương trưởng Trình Kỳ đem quân người Tung đến giúp đỡ mình, rồi lại dọa rằng nếu Kỳ không theo thì sẽ giết Úc. Trình Kỳ dùng tích Nhạc Dương để thuyết phục Hi không nổi dậy. Bàng Hi nghe theo, dâng lễ xin lỗi Lưu Chương, được Chương tha thứ, nhưng vẫn nắm giữ quân quyền, chiêu hiền đãi sĩ, lòng có ý khác. Đặng Chi từ Kinh Châu vào Thục, biết Bàng Hi chiêu đãi kẻ sĩ, liền tới nương nhờ.
Năm 214, Lưu Bị bình định Tây Xuyên, được phong làm Tả tướng quân Tư mã, kiến nghị lưu Lưu Tuần ở lại đất Thục, không cho theo Lưu Chương sang Kinh Châu. Năm 219, Bàng Hi chuyển chức Doanh tư mã, cùng quần thần cùng thỉnh cầu Lưu Bị lên ngôi Hán Trung vương. Khả năng mất trước khi Lưu Bị lên ngôi (221).

## Nhận xét
Trương Tùng từng nói với Lưu Chương: Nay chư tướng trong châu là bọn Bàng Hi, Lý Dị đều cậy công lên mặt kiêu căng, muốn có ý khác, không hợp tác với Dự Châu, nếu địch đánh ở ngoài, dân phá ở trong, ấy là cái đạo thất bại vậy.

## Trong văn hóa
Trong tiểu thuyết Tam quốc diễn nghĩa, Bàng Hi xuất hiện ở hồi 65 với tên gọi Bàng Nghĩa (龐義), được Lưu Bị phong làm Tư mã.